# 埃德加龍
埃德加龍屬（學名：Edgarosaurus）是蛇頸龍目雙臼椎龍科的一屬，目前只包含一個種E. muddi。模式標本發現於美國蒙大拿州的白堊紀早期（阿爾比階晚期），這地區在當時屬於西部內陸海道的一部分。